# Cândido de Abreu
Cândido de Abreu este un oraș în Paraná (PR), Brazilia.